# Rimsdorf
Rimsdorf é uma comuna francesa na região administrativa de Grande Leste, no departamento Baixo Reno. Estende-se por uma área de 6,12 km². Em 2010 a comuna tinha 317 habitantes (densidade: 51,8 hab./km²).